# هستة كوه (حومة لنجة)
هستة کوه (بالفارسية: هسته کوه) هي قرية تقع في إيران في مهران. يقدر عدد سكانها بـ 50 نسمة .